# Oligosita itoi
Oligosita itoi is een vliesvleugelig insect uit de familie Trichogrammatidae. De wetenschappelijke naam is voor het eerst geldig gepubliceerd in 1979 door Yashiro.